# 12 Wing Shearwater
12 Wing Shearwater (fr. 12e Escadre Shearwater; 1918 United States Naval Air Station Halifax, 1920–1923 Canadian Air Board Station Dartmouth, 1924–1948 Royal Canadian Air Force (RCAF) Station Dartmouth, 1948–1968 HMCS Shearwater (lub Royal Canadian Naval Air Station (RCNAS) Shearwater), 1968–1993 (formalnie do 1997) Canadian Force Base (CFB) Shearwater) – kanadyjska baza wojskowa (Air Command Wing) w Shearwater, w prowincji Nowa Szkocja.

## Położenie i nazewnictwo
Baza wojskowa (nazwa w języku francuskim: 12e Escadre Shearwater) położona w Shearwater koło Dartmouth, nad zatoką Halifax Harbour (44°38′08″N, 63°30′46″W) w kanadyjskiej prowincji Nowa Szkocja.

## Historia
Baza powstała 15 sierpnia 1918 (jako United States Naval Air Station Halifax) w związku z rozwojem działań niemieckich przeprowadzanych na północnym Atlantyku pod koniec I wojny światowej (od 1917) i początkowo ograniczała się do bazy morskiej u przylądka Baker Point koło Dartmouth. Ze względu na brak odpowiednich (lotnictwo morskie) sił kanadyjskich została obsadzona przez Marynarkę Wojenną Stanów Zjednoczonych. Po zakończeniu działań wojennych i po opuszczeniu 5 grudnia 1918 bazy przez Amerykanów nad pozostawionym sprzętem i mieniem nieruchomym sprawowała opiekę kanadyjska marynarka wojenna (Royal Canadian Navy, RCN), aż do ponownego ustanowienia bazy wojskowej (Canadian Air Board Station Dartmouth), tym razem podległej kanadyjskiemu lotnictwu (Canadian Air Force, będącego częścią Canadian Air Board). Canadian Air Board Station Dartmouth stała się jego pierwszą bazą lotniczą na wybrzeżu atlantyckim, dysponującą w tym okresie do służby patrolowej i fotograficznej wodnosamolotami Curtiss HS-2L (poamerykańskie) oraz Felixstowe F.3.
Wraz z reorganizacją sił zbrojnych i utworzeniem 1 kwietnia 1924 Royal Canadian Air Force (RCAF) podległa temu ostatniemu, baza (RCAF Station Dartmouth) stała się w latach 1925–1927 miejscem stacjonowania jednej z czterech kanadyjskich eskadr (No. 4 (Operations) Squadron), pełniącej służbę patrolową, transportową i fotograficzną (na HS-2L i na Vickers Varuna). W okresie wielkiego kryzysu ograniczono w niej natomiast jakiekolwiek loty, wznawiając je na większą skalę dopiero w 1934 po utworzeniu stacjonującej w Dartmouth eskadry (No.5 (Flying Boat) Squadron). W czasie II wojny światowej funkcjonowała jako największa i najważniejsza (stacjonowało tu w różnych okresach dziewięć eskadr bombowców rozpoznawczych, sześć eskadr myśliwców oraz eskadra marynarki) baza lotnictwa kanadyjskiego chroniąca obszar północnego Atlantyku, od maja 1941 dysponująca radarem w pobliskim (odległym o około 10 km) Preston.
Redukcje w kanadyjskim lotnictwie po zakończeniu działań wojennych w 1945 spowodowały, że od 1 grudnia 1948 baza przeszła ponownie w gestię RCN i do 1968 nosiła miano Royal Canadian Naval Air Station (RCNAS) Shearwater (lub zgodnie z tradycją jako nazwa okrętu – HMCS Shearwater), pełniąc naziemną rolę pomocniczą i szkoleniową dla lotniskowców „Magnificent” oraz „Bonaventure”. Była wówczas miejscem stacjonowania eskadr samolotów:
- 803 (od 1951 – 870, od 1952 – VF 870; 1962 – rozwiązany) i 883 (od 1951 – 871, od 1952 – VF 871, 1959 włączona do VF 870), latających początkowo na myśliwcach Seafire, od 1948 na Hawker Sea Fury, od 1955 na McDonnell Banshee,
- 825 (od 1951 – 880, od 1952 – VS 880, od 1968 – MR 880) i 826 (od 1951 – 881, od 1952 – VS 881, 1959 włączona do VS 880), latających początkowo na myśliwcach Firefly, od 1950 na bombowcach Grumman Avenger, od 1956 na Grumman Tracker,
- 743 Fleet Requirements Unit (FRU; od 1952 – VU 32),

oraz jednostek helikopterów (od 1951; pełniących funkcje: pomocniczą, rozpoznawczą, transportową i szkoleniową), początkowo w sile klucza (No. 1 Helicopter Flight), następnie od 1952 eskadry VH 21 (od 1955 – HU 21), od 1955 eskadry HS 50, a potem też VX 10, latających głównie na HO4S, a od 1963 na Sea King.
Po reorganizacji kanadyjskich sił zbrojnych w 1968, baza podlegała do 1975 dowództwu marynarki (Maritime Command), a następnie lotnictwa (Air Command), nosząc przez cały czas miano Canadian Force Base (CFB) Shearwater. Była miejscem stacjonowania eskadr:
- VS 880 (do relokacji do CFB Summerside w 1981), latającej na Grumman Tracker,
- VT 406 (szkoleniowa, utworzona w 1972, od 1981 – HT 406), od 1981 latająca jedynie na Sea King,
- HS 50 (rozformowana 1974) i sformowane wówczas na jej bazie HS 423 i HS 443 (relokowany w 1989 do Victorii, ale z zachowaniem dawnej podległości służbowej), latające na Sea King,
- VU 32 (rozformowana 1992) i sformowana wówczas na jej bazie eskadra 434 (Bluenose; do relokacji do CFB Greenwood w 1995), latająca na CT-133 Silver Star i CE-144 Challenger,

a w 1979 utworzono w bazie centrum obsługi helikopterów (Helicopter Operational Test and Evaluation Facility; HOTEF).
W związku z końcem zimnej wojny w latach 90. XX wieku doszło do kolejnych reorganizacji. Od 1993 baza funkcjonuje pod mianem 12 Wing Shearwater (ustanowionym formalnie rozkazem z 6 czerwca 1997), a od 1996 stanowi część CFB Halifax, która zajmuje się obsługą logistyczną i administracyjną bazy, dzierżawionej przez podległe dowództwu lotnictwa 12 Wing – skrzydło stacjonujące i mające swoją główną kwaterę w Shearwater.

## Stacjonujące jednostki
W bazie (Air Command Wing) stacjonują (stan na 2021) eskadry należące do skrzydła 12 Wing (dowódca: pułkownik James Hawthorne): 406 Maritime Operational Training Squadron, 423 Maritime Helicopter Squadron (do 1994 HS 423), 12 Air Maintenance Squadron oraz klucz 12 Wing Air Reserve Flight, wszystkie latające od 2018 na CH-148 Cyclone.